# Comtés de l'État de Californie

## Généralités
La Californie dispose aussi bien du comté le plus peuplé des États-Unis, le comté de Los Angeles, fort de ses 10 294 280 habitants, que du comté le plus vaste, puisque le comté de San Bernardino s'étend sur quelque 52 073 km2.

## Par ordre alphabétique
La liste suivante donne pour chacun des comtés son nom et son siège. Les codes HASC et FIPS 6-4 de chaque comté sont également indiqués.
| Nom             | HASC     | FIPS 6-4 | Siège           |
| --------------- | -------- | -------- | --------------- |
| Alameda         | US.CA.AA | 06001    | Oakland         |
| Alpine          | US.CA.AP | 06003    | Markleeville    |
| Amador          | US.CA.AM | 06005    | Jackson         |
| Butte           | US.CA.BU | 06007    | Oroville        |
| Calaveras       | US.CA.CA | 06009    | San Andreas     |
| Colusa          | US.CA.CL | 06011    | Colusa          |
| Contra Costa    | US.CA.CN | 06013    | Martinez        |
| Del Norte       | US.CA.DE | 06015    | Crescent City   |
| El Dorado       | US.CA.EL | 06017    | Placerville     |
| Fresno          | US.CA.FR | 06019    | Fresno          |
| Glenn           | US.CA.GL | 06021    | Willows         |
| Humboldt        | US.CA.HU | 06023    | Eureka          |
| Imperial        | US.CA.IM | 06025    | El Centro       |
| Inyo            | US.CA.IN | 06027    | Independence    |
| Kern            | US.CA.KE | 06029    | Bakersfield     |
| Kings           | US.CA.KI | 06031    | Hanford         |
| Lake            | US.CA.LK | 06033    | Lakeport        |
| Lassen          | US.CA.LS | 06035    | Susanville      |
| Los Angeles     | US.CA.LO | 06037    | Los Angeles     |
| Madera          | US.CA.ME | 06039    | Madera          |
| Marin           | US.CA.MN | 06041    | San Rafael      |
| Mariposa        | US.CA.MP | 06043    | Mariposa        |
| Mendocino       | US.CA.MI | 06045    | Ukiah           |
| Merced          | US.CA.MD | 06047    | Merced          |
| Modoc           | US.CA.MC | 06049    | Alturas         |
| Mono            | US.CA.MO | 06051    | Bridgeport      |
| Monterey        | US.CA.MT | 06053    | Salinas         |
| Napa            | US.CA.NA | 06055    | Napa            |
| Nevada          | US.CA.NE | 06057    | Nevada City     |
| Orange          | US.CA.OR | 06059    | Santa Ana       |
| Placer          | US.CA.PA | 06061    | Auburn          |
| Plumas          | US.CA.PU | 06063    | Quincy          |
| Riverside       | US.CA.RI | 06065    | Riverside       |
| Sacramento      | US.CA.SC | 06067    | Sacramento      |
| San Benito      | US.CA.SI | 06069    | Hollister       |
| San Bernardino  | US.CA.SA | 06071    | San Bernardino  |
| San Diego       | US.CA.SD | 06073    | San Diego       |
| San Francisco   | US.CA.SF | 06075    | San Francisco   |
| San Joaquin     | US.CA.SJ | 06077    | Stockton        |
| San Luis Obispo | US.CA.SS | 06079    | San Luis Obispo |
| San Mateo       | US.CA.SM | 06081    | Redwood City    |
| Santa Barbara   | US.CA.SB | 06083    | Santa Barbara   |
| Santa Clara     | US.CA.SL | 06085    | San José        |
| Santa Cruz      | US.CA.SZ | 06087    | Santa Cruz      |
| Shasta          | US.CA.SH | 06089    | Redding         |
| Sierra          | US.CA.SE | 06091    | Downieville     |
| Siskiyou        | US.CA.SK | 06093    | Yreka           |
| Solano          | US.CA.SN | 06095    | Fairfield       |
| Sonoma          | US.CA.SO | 06097    | Santa Rosa      |
| Stanislaus      | US.CA.ST | 06099    | Modesto         |
| Sutter          | US.CA.SU | 06101    | Yuba City       |
| Tehama          | US.CA.TE | 06103    | Red Bluff       |
| Trinity         | US.CA.TR | 06105    | Weaverville     |
| Tulare          | US.CA.TL | 06107    | Visalia         |
| Tuolumne        | US.CA.TO | 06109    | Sonora          |
| Ventura         | US.CA.VE | 06111    | Ventura         |
| Yolo            | US.CA.YO | 06113    | Woodland        |
| Yuba            | US.CA.YU | 06115    | Marysville      |

Los Angeles

## Histoire
Le 4 janvier 1850, le comité constitutionnel de Californie recommanda la création de 18 comtés : ceux de Benicia, Butte, Fremont, Los Angeles, Mariposa, Monterey, Mount Diablo, Oro, Redding, Sacramento, San Diego, San Francisco, San Joaquin, San Jose, San Luis Obispo, Santa Barbara, Sonoma et Sutter. Le 22 avril, les comtés de Branciforte, Calaveras, Coloma, Colusi, Marin, Mendocino, Napa, Trinity et Yuba furent ajoutés. Benicia fut renommé en Solano, Coloma en El Dorado, Fremont en Yola, Mt. Diablo en Contra Costa, San Jose en Santa Clara, Oro en Tuolumne et  Redding en Shasta. L'une des premières actions législatives de l'État au sujet des comtés fut de renommer le comté de Branciforte en Santa Cruz, Colusi en Colusa et Yola en Yolo.
D'autres comtés furent créés par la suite et certains changèrent de noms. Le dernier à avoir été établi est le comté d'Imperial en 1907.
Par ailleurs, deux comtés n'existent plus :
- Le comté de Klamath, créé en 1851 à partir de la moitié nord du comté de Trinity County, fut divisé en 1874 entre les comtés de Humboldt et Siskiyou. Une partie de son territoire alla à celui de Del Norte en 1857.
- Le comté de Pautah fut créé en 1852 à partir d'un territoire qui devait être cédé par le Congrès des États-Unis à l'État de Californie dans ce qui est de nos jours le Nevada. La cession ne s'est jamais produite et la Californie a aboli ce comté qui n'a jamais réellement existé en 1859.

| Nom             | Année de création | Commentaires |
| --------------- | ----------------- | --- |
| Butte           | 1850              | L'un des comtés originaux. Une partie du comté alla à celui de Plumas en 1854 et de Tehama en 1856 |
| Calaveras       | 1850              | L'un des comtés originaux. Une partie du comté alla à celui d'Amador en 1854 et d'Alpine en 1864 |
| Colusa          | 1850              | L'un des comtés originaux. Une partie du comté alla à celui de Tehama en 1856 et de Glenn en 1891 |
| Contra Costa    | 1850              | L'un des comtés originaux. Une partie du comté alla à celui d'Alameda en 1853 |
| El Dorado       | 1850              | L'un des comtés originaux. Une partie du comté alla à celui d'Amador en 1854 et d'Alpine en 1864 |
| Los Angeles     | 1850              | L'un des comtés originaux. Une partie du comté alla à celui de San Bernardino et 1853, de Kern en 1866 et d'Orange en 1889 |
| Marin           | 1850              | L'un des comtés originaux. |
| Mariposa        | 1850              | L'un des comtés originaux. Une partie du comté alla à celui de Tulare en 1852, de Merced en 1855, de Fresno en 1856 et de Mono en 1861. Le comté de Mariposa était le plus grand des comtés originaux, mais ce territoire fait désormais partie de 12 autres comtés : Fresno, Inyo, Kern, Kings, Los Angeles, Madera, Merced, Mono, San Benito, San Bernardino, San Luis Obispo et Tulare. |
| Mendocino       | 1850              | L'un des comtés originaux. |
| Monterey        | 1850              | L'un des comtés originaux. Une partie du comté alla à celui de San Benito en 1874 |
| Napa            | 1850              | L'un des comtés originaux. Une partie du comté alla à celui de Lake en 1861 |
| Sacramento      | 1850              | L'un des comtés originaux. |
| San Diego       | 1850              | L'un des comtés originaux. Une partie du comté alla à celui de Riverside en 1893 et d'Imperial in 1907 |
| San Francisco   | 1850              | L'un des comtés originaux. Une partie du comté alla à celui de San Mateo en 1856 |
| San Joaquin     | 1850              | L'un des comtés originaux. |
| San Luis Obispo | 1850              | L'un des comtés originaux. |
| Santa Barbara   | 1850              | L'un des comtés originaux. Une partie du comté alla à celui de Ventura en 1872 |
| Santa Clara     | 1850              | L'un des comtés originaux. Une partie du comté alla à celui d'Alameda en 1853 |
| Santa Cruz      | 1850              | L'un des comtés originaux. |
| Shasta          | 1850              | L'un des comtés originaux. Une partie du comté alla à celui de Siskiyou en 1852, de Tehama en 1856 et de Lassen en 1864 |
| Solano          | 1850              | L'un des comtés originaux. |
| Sonoma          | 1850              | L'un des comtés originaux. |
| Sutter          | 1850              | L'un des comtés originaux. Une partie du comté alla à celui de Placer en 1851 |
| Trinity         | 1850              | L'un des comtés originaux. Une partie du comté alla à celui de Klamath en 1852 et de Humboldt en 1853 |
| Tuolumne        | 1850              | L'un des comtés originaux. Une partie du comté alla à celui de Stanislaus en 1854 et d'Alpine en 1864 |
| Yolo            | 1850              | L'un des comtés originaux. |
| Yuba            | 1850              | L'un des comtés originaux. Une partie du comté alla à celui de Placer en 1851, de Nevada en 1851 et de Sierra en 1852 |
| Nevada          | 1851              | À partir du comté de Yuba |
| Placer          | 1851              | À partir des comtés de Sutter et de Yuba |
| Sierra          | 1852              | À partir du comté de Yuba |
| Siskiyou        | 1852              | À partir des comtés de Shasta et de Klamath. Une partie du comté alla à celui de Modoc en 1855 |
| Tulare          | 1852              | À partir du comté de Mariposa. Une partie du comté alla à celui de Fresno en 1856, de Kern en 1866, d'Inyo en 1866 et de Kings en 1893 |
| Alameda         | 1853              | À partir des comtés de Contra Costa et Santa Clara |
| Humboldt        | 1853              | À partir du comté de Trinity |
| San Bernardino  | 1853              | À partir du comté de Los Angeles. Une partie du comté alla à celui de Riverside en 1893 |
| Amador          | 1854              | À partir des comtés de Calaveras et d'El Dorado. Une partie du comté alla à celui d'Alpine en 1864 |
| Plumas          | 1854              | À partir du comté de Butte. Une partie du comté alla à celui de Lassen en 1864 |
| Stanislaus      | 1854              | À partir du comté de Tuolumne |
| Merced          | 1855              | À partir du comté de Mariposa. Une partie du comté alla à celui de Fresno en 1856 |
| Modoc           | 1855              | À partir du comté de Siskiyou |
| Fresno          | 1856              | À partir des comtés de Mariposa, de Merced et de Tulare. Une partie du comté alla à celui de Mono en 1861 et de Madera en 1893 |
| San Mateo       | 1856              | À partir du comté de San Francisco |
| Tehama          | 1856              | À partir des comtés de Butte, Colusa et Shasta |
| Del Norte       | 1857              | À partir du comté de Klamath |
| Lake            | 1861              | À partir du comté de Napa |
| Mono            | 1861              | À partir des comtés de Calaveras, Fresno et Mariposa. Une partie du comté alla à celui d'Inyo en 1866 |
| Alpine          | 1864              | À partir des comtés d'Amador, El Dorado, Calaveras et Tuolumne |
| Lassen          | 1864              | À partir des comtés de Plumas et Shasta |
| Inyo            | 1866              | À partir des comtés de Mono et Tulare |
| Kern            | 1866              | À partir des comtés de Los Angeles et Tulare |
| Ventura         | 1872              | À partir du comté de Santa Barbara |
| San Benito      | 1874              | À partir du comté de Monterey |
| Orange          | 1889              | À partir du comté de Los Angeles |
| Glenn           | 1891              | À partir du comté de Colusa |
| Kings           | 1893              | À partir du comté de Tulare |
| Madera          | 1893              | À partir du comté de Fresno |
| Riverside       | 1893              | À partir des comtés de San Bernardino et San Diego |
| Imperial        | 1907              | À partir du comté de San Diego. |